# Robin Reed
Robin Reed   (Pettigrew, 20 d'octubre de 1899 - Salem, 20 de desembre de 1978) va ser un lluitador estatunidenc, especialista en lluita lliure, que va competir durant la dècada de 1920. Durant la seva carrera esportiva mai va perdre cap combat, fos o no oficial i en qualsevol categoria.
Nascut a Arkansas, el seu primer contacte amb la llita fou a Portland. Estudià a l'Oregon State University i guanyà els títols de l'AAU de 1921, 1922 i 1924.
El 1924 va prendre part en els Jocs Olímpics de París, on guanyà la medalla d'or en la competició del pes ploma del programa de lluita. En la final va superar al seu company d'equip i d'universitat Chester Newton.
En tornar de París es retirà de la lluita amateur i poc després passà a exercir d'entrenador de l'equip de lluita de l'Oregon State University, amb qui guanyà el campionat nacional d'AAU de 1926.
Entre finals de 1926 i durant 10 anys va fer de lluitador professional. El 1978 fou incorporat al National Wrestling Hall of Fame el 1978.